# Poslední aristokratka
Poslední aristokratka je česká filmová komedie z roku 2019 režiséra Jiřího Vejdělka, který k ní napsal i scénář. Snímek je adaptací stejnojmenného humoristického románu Evžena Bočka. Hlavní role ztvárnili Hynek Čermák, Tatiana Dyková, Yvona Stolařová, Pavel Liška, Eliška Balzerová, Martin Pechlát, Vojtěch Kotek a Zdeněk Piškula.
Snímek finančně podpořili Jihomoravský filmový fond a Státní fond kinematografie. Natáčení probíhalo v únoru a březnu 2019 na zámcích Lemberk, Buchlovice, Rájec, Jaroslavice a Milotice; dva dny strávili filmaři i v Praze.
Pro natáčení filmu byl využit dopravní letoun Tupolev Tu-154M, zvaný Naganský expres (imatrikulace OK-BYZ). Jde o exponát Leteckého muzea v Kunovicích.
Titulní píseň složila a nazpívala košická kapela No Name.

## Děj
Na sklonku roku 1996 newyorská rodina s českými kořeny – hraběcí předek emigroval v roce 1948 – získává v restituci zámek Kostka. Otec rodiny František Antonín Kostka z Kostky alias Frank (Hynek Čermák) se rozhodne ihned navštívit Česko se svou manželkou Vivian (Tatiana Dyková) a dospívající dcerou Marií (Yvona Stolařová); ta se průběžně dozvídá o svém jmenném prokletí. Zámek ovšem najdou v havarijním stavu a setkávají se i s poměrně laxním personálem: s kastelánem Josefem (Martin Pechlát), nenávidějícím turisty („muflony“), údržbářem-hypochondrem Krásou (Pavel Liška) a hospodyní Anežkou Tichou (Eliška Balzerová) s příchylností k ořechovce. Zpočátku chtějí Kostkovi částečně zdevastovanou rezidenci prodat a vrátit se do Států, pak si však Frank umíní, že s pomocí ostatních navrátí zámku zašlou slávu.

## Obsazení
| Hynek Čermák           | Frank Kostka                       |
| Tatiana Dyková         | Vivien, Frankova manželka          |
| Yvona Stolařová        | Marie, dcera Franka a Vivien       |
| Martin Pechlát         | kastelán Josef                     |
| Eliška Balzerová       | hospodyně Anežka Tichá             |
| Pavel Liška            | údržbář Krása                      |
| Vojtěch Kotek          | JUDr. Tomáš Benda                  |
| Zdeněk Piškula         | Max, nápadník Marie                |
| Tatiana Pauhofová      | Jess, kamarádka Vivien             |
| Zdenka Procházková     | hraběnka                           |
| Petr Nárožný           | potenciální kupec zámku            |
| Dana Syslová           | manželka potenciálního kupce zámku |
| Michal Isteník         | cestující v letadle                |
| Anna Polívková         | cestující v letadle                |
| Veronika Khek Kubařová | letuška                            |
| Jiří Vejdělek          | cestující v autobusu               |

## Citát
| „                  | Hlavní prostředí příběhu není rozhodně všední, protože být zámeckým pánem se nepoštěstí každému. O to reálněji musí ovšem filmová Kostka vypadat. Žádný ateliér, točit budeme ve skutečných historických objektech. Mám k dispozici fantastické herce, které povedu k přesnému komediálnímu hraní, aby současná herecká generace přispěla k oživení tradice komediálního herectví v naší kinematografii. | “ |
| — režisér Vejdělek | |   |

## Uvedení a přijetí
Film měl premiéru dne 24. října 2019, do kin jej uvedla distribuční společnost Falcon. Televizní premiéru odvysílala Česká televize 1. ledna 2021 na programu ČT1, zhlédly ji 2 miliony 44 tisíc diváků a podíl sledovanosti ve skupině 15+ činil 44,62 %.

### Recenze
- Mirka Spáčilová, Mladá fronta DNES / iDNES.cz, 24. října 2019,  60 %[11]
- František Fuka, FFFILM.cz, 23. října 2019,  20 %[12]
- Věra Míšková, Právo / Novinky.cz, 24. března 2019,  75 %[13]
- Jan Varga, kritiky.cz, 23. října 2019,  40 %[14]
- Alena Kaňová, Eurozprávy.cz, 23. října 2019,  70 %[15]
- Lenka Vosyková, Červenýkoberec.cz, 18. října 2019,  70 %[16]